# Brembilla
Brembilla là một đô thị ở tỉnh Bergamo, vùng Lombardia, Italia.

## Các đô thị giáp ranh
- Blello
- Gerosa
- San Pellegrino Terme
- Zogno
- Ubiale Clanezzo
- Capizzone
- Berbenno
- Sant'Omobono Imagna
- Corna Imagna